# جون فرازير (سياسي كندي)
جون فرازير هو تاجر وسياسي كندي، ولد في 4 أبريل 1866 في كندا، وتوفي في 8 مايو 1960. حزبياً، نشط في حزب كندا المحافظ. وقد انتخب عضو الجمعية التشريعية لكولومبيا البريطانية ‏ عن دائرة Cariboo (provincial electoral district) ‏ (1909 – 1916) وانتخب عضو مجلس العموم الكندي عن دائرة Cariboo (federal electoral district) ‏ (1 أكتوبر 1925 – 1 أكتوبر 1935).